# Peak calling
Peak calling是一种用于鉴定经染色质免疫沉淀-测序或MeDIP-测序实验后所得到的比对读段富集在基因组哪些区域中的一种计算方法。当免疫沉淀的蛋白质是一种转录因子时，那么DNA的富集区域就是这种它的转录因子结合位点（TFBS）。主流的Peak calling软件有MACS等。
Peak calling可应用于转录组/外显组测序，亦可用于对MeRIP-测序或m6A-测序的RNA表观基因组测序数据进行分析；利用如exomePeak等的软件程序，可检测出转录后RNA修饰位点。